# Onobrisats
Els onobrisats (en llatí: Onobrisates) van ser un poble aquità esmentat per Plini el Vell, que diu que vivien als Pirineus. Se suposa que correspon al poble que vivia a la regió del Neste, afluent del riu Garona, al modern Nebosan.